# Orlando Sundogs
El Orlando Sundogs fue un equipo de fútbol de los Estados Unidos que jugó en la A-League, la desaparecida segunda división de fútbol del país.

## Historia
Fue fundado en el año 1997 en la ciudad de Orlando, Florida como uno de los equipos de expansión de la liga en esa temporada, en la cual lograron clasificar a los plaoffs en donde fueron eliminados en la semifinal divisional por el New Orleans Riverboat Gamblers, y en la US Open Cup fueron eliminados en la segunda ronda por el Chicago Stingers.
El club desapareció al finalizar la temporada luego de que la franquicia fuera adquirida por el Atlanta Ruckus.

## Temporadas
| Año  | División | Liga           | Temporada Regular | Playoffs             | US Open Cup |
| ---- | -------- | -------------- | ----------------- | -------------------- | ----------- |
| 1997 | 2        | USISL A-League | 3º, Central       | Semifinal Divisional | 2ª Ronda    |

## Jugadores

### Jugadores destacados
- Steve Freeman
- Sebastian Barnes
- Marcos Marchado
- Ross Tannock